# Cóc kiện trời
Cóc kiện trời là một câu chuyện cổ tích Việt Nam. Chuyện giải thích một hiện tượng thiên nhiên là sau khi cóc nghiến răng thì trời mưa. Truyện đề cao sự đoàn kết, chính nghĩa. Truyện cũng khuyên người ta nên bảo vệ cóc là loài động vật tuy xấu xí nhưng có ích.

## Tóm tắt
Con cóc là cậu ông trời,
Hễ ai đánh cóc thì trời đánh cho.
Khởi đầu chỉ có một mình nhưng cóc không nản. Đi qua một vũng đầm khô, Cóc tía gặp Cua càng. Cua hỏi Cóc đi đâu. Cóc bèn kể rõ sự tình, và rủ Cua cùng đi kiện Trời. Ban đầu Cua định bàn ngang. Thà chết ở đây còn hơn chứ,Trời xa thế đi sao kiện với tụng. Nhờ Cóc nài nỉ một hồi Cua tình nguyện cùng đi với Cóc.
Đi được một đoạn nữa, Cóc lại gặp Cọp đang nằm phơi bụng thở thoi thóp. Gấu đang chảy mỡ ròng ròng và khát cháy họng. Cóc rủ Gấu và Cọp đi kiện trời. Cọp còn lưỡng lự thì Gấu đã gạt đi mà nói rằng:
- Anh Cóc nói có lý, chẳng lẽ chúng mình cứ nằm ở đây đợi chết khát cả ư. Chúng ta theo cóc thôi. Đến ngang như anh Cua còn theo anh Cóc được thì tại sao chúng mình không theo.
Cả bọn nhập lại thành đoàn. Đi được một quãng đường thì gặp đàn Ong đang khô mật và con Cáo bị lửa nướng cháy xém lông. Cả hai con vật này cũng hăng hái nhập vào đoàn loài vật đi kiện Trời do Cóc dẫn đầu.
Cóc dẫn các bạn đi mãi, đi mãi. Lên đến cửa thiên đình, Cóc nhìn thấy có một cái trống thật to, một cái chum nước. Cóc bảo:
- Anh Cua hãy vào chum nước, chị Ong và chị Cáo hãy núp sau cánh cửa, còn anh Gấu và anh Cọp thì hãy đứng sau lưng tôi đây. Tất cả khi nào nghe được hiệu lệnh của tôi thì hãy xông ra nhé.
Sắp đặt xong đâu đấy Cóc mới nhảy lên mặt trống trời đánh ba hồi trống ầm vang như sấm động. Ngọc Hoàng đang ngủ trưa thì bị tiếng trống lôi đình đánh thức dậy nên bực tức, bắt Thiên lôi ra xem có chuyện gì. Thiên Lôi lười biếng vội phủi bụi và mạng nhện giăng đầy trên lưỡi búa tầm sét cắm cổ chạy ra. Thiên lôi ngạc nhiên vì ở ngoài cửa thiên đình chẳng thấy có một người nào cả chỉ thấy mỗi một con Cóc xù xì xấu xí đang ngồi chễm trệ trên mặt trống của nhà Trời. Thiên lôi hết nhìn con Cóc lại nhìn lưỡi búa tầm sét khổng lồ của mình và thở dài vì cái búa to quá mà Cóc bé quá. đánh chưa chắc đã trúng được. Vì thế nên Thiên lôi vào tâu Ngọc hoàng. Ngọc hoàng nghe xong bực lắm bèn sai con gà trời bay ra mổ chết chú Cóc hỗn xược kia.
Gà trời vừa hung hăng bay ra thì Cóc đã nghiến răng ra hiệu, lập tức chàng Cáo nhảy ra cắn cổ gà tha đi mất. Cóc lại đánh trống lôi đình. Ngọc hoàng càng giận dữ sai Chó nhà trời xổ ra cắn Cáo. Chó vừa xồng xộc chạy ra thì Cóc lại nghiến răng ra hiệu. Lập tức anh Gấu lừng lững xổ ra đón đường tát cho chó một đòn trời giáng. Chó chết tươi.
Cóc lại thúc trống lôi đình đánh thức Ngọc hoàng. Ngọc hoàng bèn sai Thiên lôi ra trị tội gấu. Thiên lôi là vị thần trời có lưỡi tầm sét mỗi lần vung lên thì thành sét đánh ngang trời, thành sấm động bốn cõi. Sức mạnh của Thiên lôi không có ai bì được. Ngọc hoàng yên trí lần này cử đến ông Thiên lôi ra quân thì cái đám Cóc, Cáo ắt hẳn là tan xác. Vì thế khi ông Thiên lôi vác lưỡi tầm sét đi là Ngọc hoàng lại co chân nằm trên ngai vàng mà ngủ tiếp.
Thiên lôi vừa hùng hổ vác búa tầm sét ra đến cửa thiên đình thì Cóc đã nghiến răng ra lệnh, lập tức chàng Ong nấp trên cánh cửa bay vù ra và cứ nhè vào mũi Thiên lôi mà đốt. Nọc ong đốt đau lắm, mũi Thiên lôi rát như phải bỏng. Nhớ là ở cửa trời có một chum nước. Thiên lôi vội vàng vứt cả búa tầm sét nhảy ùm vào chum nước chạy trốn. Nào ngờ vừa nhảy ùm vào trong chum nước thì anh Cua càng nấp trong đó từ bao giờ đã chờ sẵn để giương đôi càng như đôi gọng kìm cắp chặt lấy cổ. Thiên lôi đau quá gào thét vùng vẫy vỡ cả chum nước nhà Trời. Thiên lôi tìm đường chạy trốn thì Cóc tía lại nghiến răng ra lệnh. Lập tức Cọp nấp sau Cóc tía nhảy bổ ra gầm lên một tiếng vang động xé tan xác Thiên lôi thành hai mảnh.
Ngọc hoàng thấy thế sợ quá bèn xin giảng hoà với Cóc, và xin Cóc cho nhận lại xác của Thiên lôi để cứu chữa. Cóc bằng lòng ngay. Theo lệnh nghiến răng của Cóc, Cọp và Gấu vác xác Thiên lôi về xếp lại ở giữa sân điện thiên đình. Ngọc hoàng phải ra tay làm phép tưới nước cam lồ vào cái xác đầy thương tích đó. Nhờ phép của Ngọc hoàng, Thiên lôi mới được sống lại. Vậy là cuối cùng Ngọc hoàng đành nhượng bộ cho Cóc vào chầu và hỏi Cóc:
- Này chú Cóc kia có chuyện gì mà nhà ngươi và các bạn nhà ngươi lên đây làm náo loạn cả thiên đình vậy? Nói cho ta xem.
Cóc tâu:
- Muôn tâu Ngọc hoàng, đã ba năm nay ở dưới trần gian hạn hán kéo dài, không một giọt mưa. Muôn cây khô héo, vạn vật chết khát... Tưởng Ngọc hoàng bận gì hoặc là Ngọc hoàng giận gì trần gian mà ra phúc hoạ, ai ngờ lên đây mới biết Ngọc Hoàng và các tướng nhà trời ngủ quên không nhớ đến việc làm mưa cứu muôn vật muôn loài dưới trần thế... Chúng tôi phải lên tận đây đánh thức Ngọc hoàng, xin Ngọc hoàng làm mưa ngay cho trần gian được nhờ.
Thấy Cóc nói giọng oai phong và bạn bè Cóc lại đằng đằng sát khí, Ngọc hoàng vội cuống quýt chống chế:
- Cóc với ta là chỗ thân thích, việc gì mà cậu phải mất công đến như vậy, ta sẽ sai thần mưa, thần gió xuống hạ giới làm mưa ngay bây giờ... Cậu Cóc có bằng lòng thế không nào?
Cóc gật gù thưa:
- Muôn tâu Ngọc hoàng trần gian được một trận mưa cứu khát thì còn gì bằng nữa... Anh em tôi vô cùng đội ơn Ngọc hoàng... Nhưng nếu ở hạ giới mà hễ bị hạn hán là bọn anh em chúng tôi lại lên đây kêu với Ngọc hoàng đấy.
Nghe Cóc hẹn lại lên thiên đình, Ngọc hoàng hoảng hồn rối rít lắc đầu xua tay:
- Thôi khỏi, thôi khỏi phải bận đến cậu như thế... Chỗ cậu và ta là tình thân thích, cậu chả nên bầy vẽ vất vả mệt nhọc như vậy làm gì. Cậu không phải lên thiên đình nữa... Khi nào có hạn hán cậu muốn ta làm mưa, cậu chỉ cần ngồi dưới đất nghiến răng là ta nghe thấy liền.